# Hubert Zitt

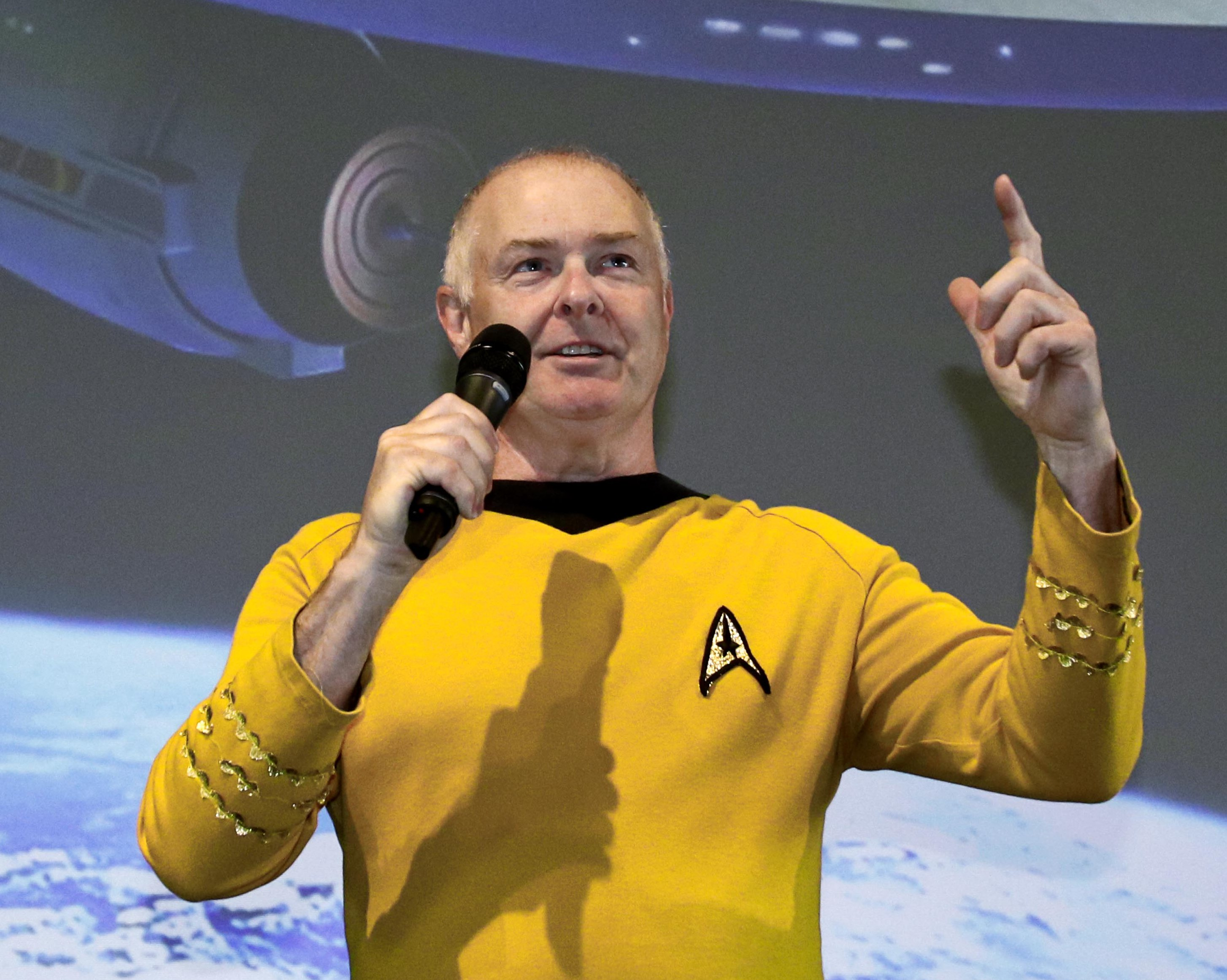
Hubert Zitt, 2023

Hubert Zitt (* 20. April 1963 in St. Ingbert) ist Dozent an der Hochschule Kaiserslautern am Campus in Zweibrücken, Sachbuchautor, Vortragsredner und Experte für Star Trek.

## Leben
Zitt studierte Elektrotechnik an der Fachhochschule Kaiserslautern und anschließend an der Universität des Saarlandes. Bereits während er die Promotion anstrebte, wurde er im Jahr 1999 an der Fachhochschule in Zweibrücken zum Vertretungsprofessor berufen und lehrt seitdem dort im Bereich Technische Informatik. Im Jahr 2008 wurde er als Gastprofessor an die University of the Incarnate Word in San Antonio, Texas berufen, wo er ein Semester in den Fächern Physik und Programmiersprachen unterrichtete.

## Akademische Grade
- 1991 Dipl.-Ing. (FH), Fachrichtung Elektrotechnik mit Schwerpunkt Ingenieur-Informatik an der Fachhochschule Kaiserslautern
- 1996 Dipl.-Ing., Fachrichtung Elektrotechnik mit Schwerpunkt Automatisierungstechnik an der Universität des Saarlandes
- 2001 Promotion zum Dr.-Ing. am Lehrstuhl für Systemtheorie der Elektrotechnik an der Universität des Saarlandes

## Öffentlichkeit
Neben seiner Lehrtätigkeit hat er sich als Sachbuchautor auf den Gebieten Telefontechnik, ISDN und DSL sowie als Vortragsredner einen Namen gemacht.
Durch seine Star-Trek-Vorlesungen ist er deutschlandweit und darüber hinaus bekannt geworden. Seine erste Vorlesung über die Physik und Technik bei Star Trek hielt er im Jahr 1996 als Weihnachtsvorlesung an der Fachhochschule in Zweibrücken. Seit 2005 hält er Vorträge auch in anderen Städten, zum Beispiel an Universitäten oder auf Fantreffen wie der FedCon, Europas größter Science-Fiction-Convention. Zusammen mit dem Sohn des Star-Trek-Erfinders, Gene Roddenberry jr., schrieb er im Jahr 2008 das Vorwort zu dem Buch „Star Trek in Deutschland“.
Seit 2012 gehört er zum Team der 5-Sterne-Redner und wird als Keynote-Speaker für Firmenfachtagungen gebucht.
Mittlerweile hat Zitt in über 500 Vorträgen die Visionen von Star Trek und anderen Science-Fiction-Filmen wissenschaftlich interpretiert und bei mehreren Fernseh- und Radiosendungen mitgewirkt.

## Experte für Physik und Technik bei Star Trek

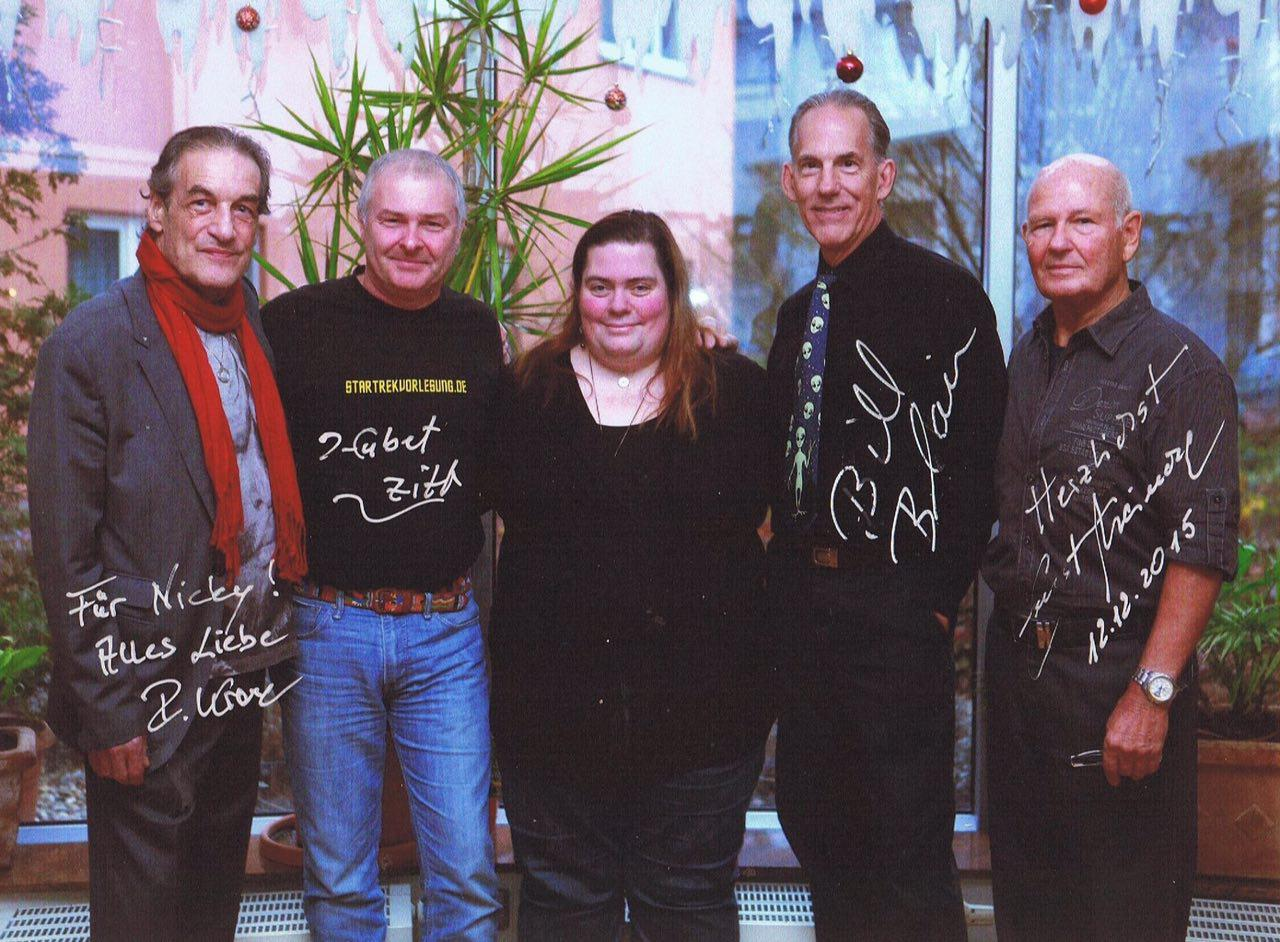
X-mas Party 2015 des „Star Trek Fan Club Enterprise Germany“ (STFCEG) vom 11.–13. Dezember 2015 in der Mannheimer Rheingoldhalle. V. l. n. r.: Raimund Krone, Hubert Zitt, Fan, Bill Blair und Ernst Meincke

Hubert Zitt hat es sich als Ingenieur zur Aufgabe gemacht, die in den Star-Trek-Serien und -Kinofilmen gezeigte Technik und andere Hintergründe unterhaltsam und zugleich anspruchsvoll in Vorträgen zu erläutern. Dazu zeigt er in seinen Vorträgen Filmausschnitte über Star-Trek-Technologien, die er dann erörtert. Ein Vergleich mit dem aktuellen Stand von Wissenschaft und Technik zeigt, dass viele dieser Visionen schneller Realität wurden, als erwartet. Auf Fachtagungen von Firmen dienen seine Vorträge als Inspiration für die Mitarbeiter.
Im Herbst 2008 unterrichtete er das Fach „Physics of Star Trek“ als reguläre Lehrveranstaltung über ein ganzes Semester an der „University of the Incarnate Word“ in San Antonio, Texas.

## Auszeichnungen
- 2007: Lehrpreis des Landes Rheinland-Pfalz in der Fächergruppe Ingenieurwissenschaften (10.000 Euro).[2]
- 2012: Außergewöhnlichster Redner des Jahres von der Agentur „5-Sterne-Redner“
- 2024: Communicator Award - A Tribute to Star Trek Fandom in der Kategorie „Speaker und Vortragende“ (2.500 Euro).[3]

## Schriften (Auswahl)
- Die Telekommunikations-Werkstatt. Markt&Technik-Verlag, München 1996, ISBN 3-8272-5169-9.
- ISDN für PC und Telefon. Markt&Technik-Verlag, München 1997, ISBN 3-8272-5273-3.
- Das kleine Telefon-Werkbuch. Franzis’ Verlag, Poing 1999, ISBN 3-7723-4527-1.
- Entwicklung einer Modell-Bibliothek zur Simulation von Bahnspannung und Tänzerbewegung beim Transport von Materialbahnen. Dissertation. Universität des Saarlandes, 2001.
- ISDN und DSL für PC und Telefon. Markt+Technik-Verlag, München 2003, ISBN 3-8272-6630-0.[4]
- mit Martin Tajmar: Warp Drive - Surfen auf den Wellen der Raumzeit. In: Expedition ins Sternenmeer, Springer 2022, ISBN 978-3-662-63729-6.

## Filme
In der Kabel-eins-Produktion Beam me up! - Die große Star Trek Show aus dem Jahr 2009 erklärt Zitt in einer Gastrolle die Techniken des Beamens und des Warp-Antriebs.
Im Jahr 2016 produzierte der Fernsehsender TELE 5 zehn Videoclips mit dem Titel Faszinierend, die Welt von Star Trek mit Dr. Hubert Zitt, in denen der Science-Fiction-Experte technische, aber auch soziologische Hintergründe zu Star Trek erklärt.